# Kruisbeslichtmot
De kruisbeslichtmot (Zophodia grossulariella) is een nachtvlinder uit de familie Pyralidae (snuitmotten).

## Herkenning
De kruisbeslichtmot heeft een spanwijdte tussen de 25 en 36 millimeter. De voorvleugel is wittig met een bruine tint, die vooral bij de kop wat donkerder is. De eerste lijn is licht met een opvallend donkere band, staat schuin op het midden en is iets gebogen. In België vliegt de soort in april en mei.

## Waardplant
Rupsen van de kruisbeslichtmot hebben kruisbes (Ribes uva-crispa) als waardplant. De rupsen eten van de onrijpe bessen en op plaatsen waar de soort algemeen voorkomt kan deze een plaag zijn in de teelt van kruisbessen.

## Verspreiding
De kruisbeslichtmot is in Nederland een zeer zeldzame soort, die slechts een enkele keer wordt aangetroffen. In België is de soort vrij algemeen. Zophodia grossulariella wordt verspreid over het hele zuidelijk deel van Europa en in Noord-Amerika aangetroffen. Tot de jaren tachtig golden België en het zuiden van Duitsland als de noordgrens, maar sinds die tijd is de soort ook in Nederland en Engeland gevonden.